# Mitsubishi i

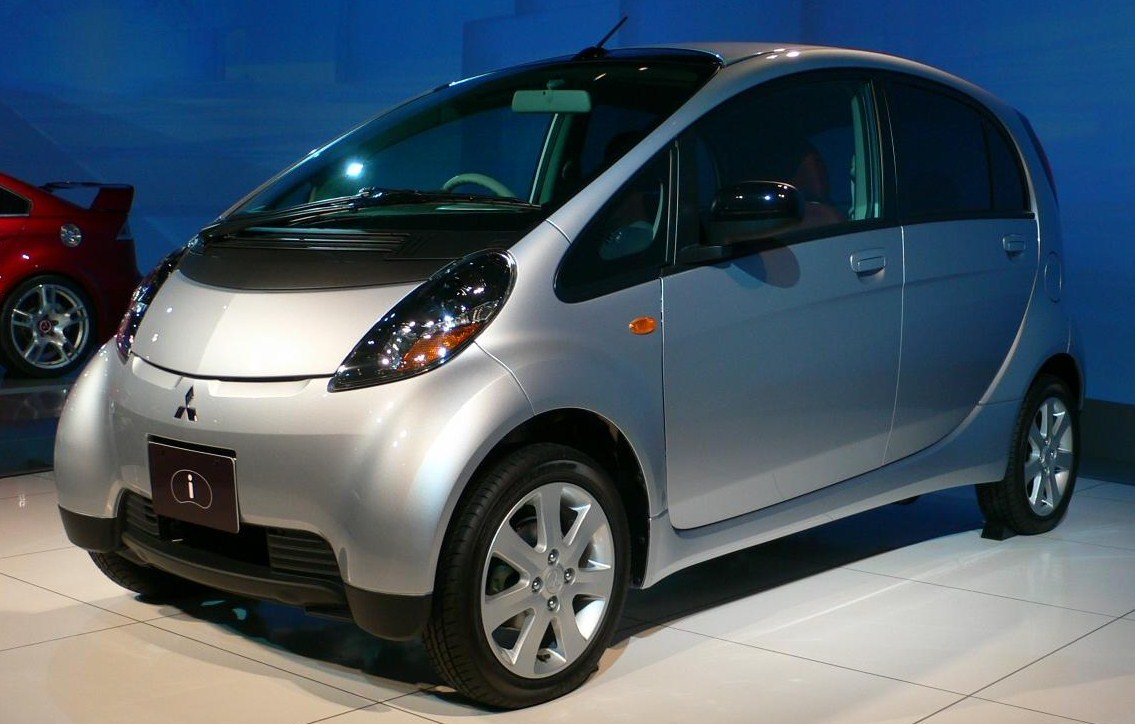
Mitsubishi i au automobile de Tokyo (2005), juste avant le lancement de la voiture sur le marché japonais.

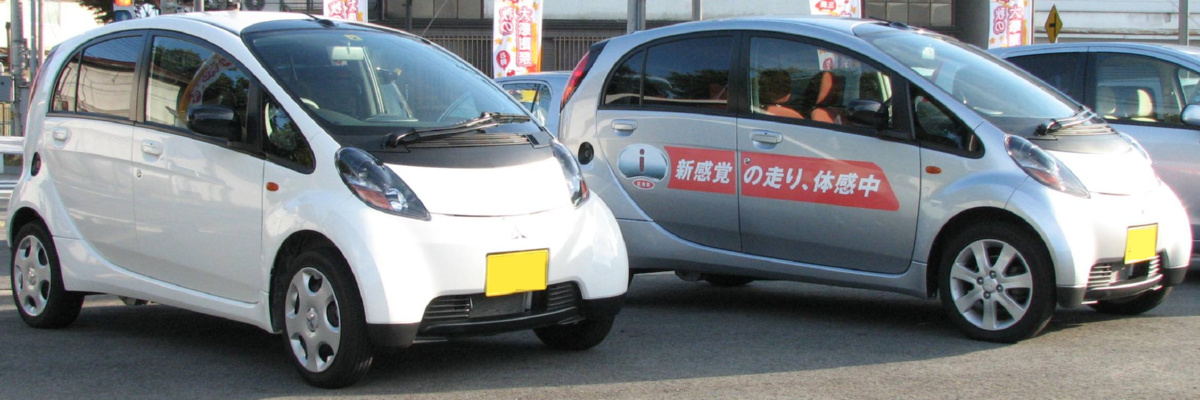
Deux Mitsubishi i au Japon. Le modèle gris est une voiture d'essais de concessionnaire.

La Mitsubishi i est une petite voiture japonaise quatre-places à cinq portes de la catégorie des keijidōsha, produite par Mitsubishi Motors. Elle est lancée sur le marché japonais en janvier 2006. Sa production cesse en 2013.
Le « i » a plusieurs significations :
- Prononcé à l'anglaise, il se dit « aï », ce qui signifie amour (アイ) en japonais ;
- En anglais, I en majuscule devient « je » ;
- « i » renvoie à la terminologie des hautes technologies apportée par Apple depuis l'iMac.

## Présentation
La Mitsubishi i possède une architecture originale. Son moteur trois-cylindres de 659 cm3 est situé entre les sièges et les roues arrière. Son empattement généreux de 2,55 m, pour une longueur de 3,395 m et une largeur de 1,475 m, assure une bonne habitabilité et une bonne stabilité. La consommation est de 5,5 l/100 km (normes japonaises). La Mitsubishi i est disponible en propulsion ou en quatre roues motrices.
Après une très bonne première année 2006, la Mitsubishi i a vu ses ventes fondre au Japon dès 2007, puis à nouveau en 2008. Mitsubishi n'a alors vendu que 11 500 i sur le marché japonais, contre 37 000 en 2006. Les ventes sont tombées à 7 500 en 2009. En 2010, le score est légèrement remonté, s'établissant à 8 054 exemplaires.
La Mitsubishi i existe aussi en version électrique, il s'agit de la Mitsubishi i-MiEV. Cette version représente environ 35 % de la diffusion de la Mitsubishi i au Japon.

## Version i-MiEV

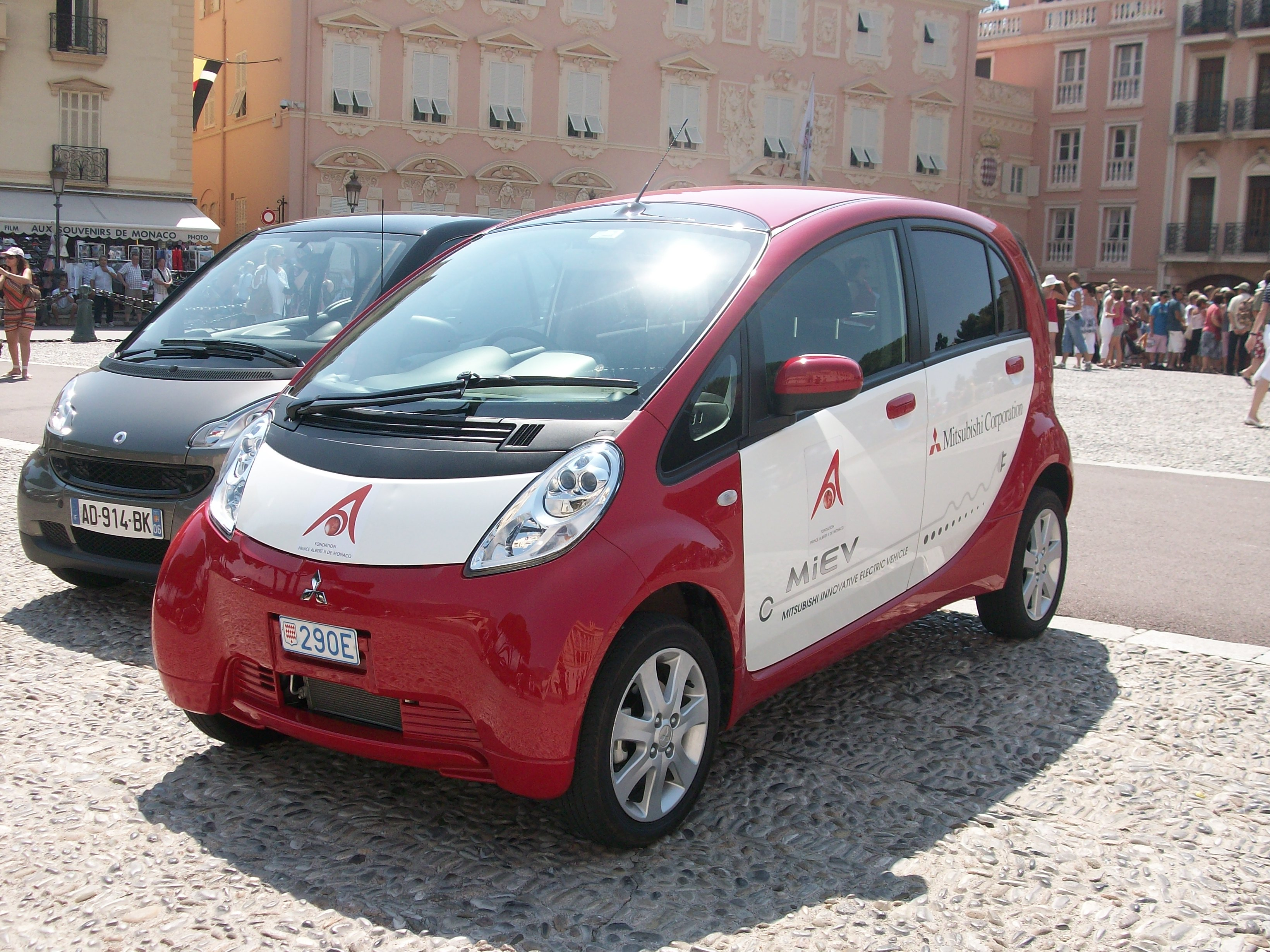
Une Mitsubishi i MiEV à Monaco en 2010.

« MiEV » signifie « Mitsubishi innovative Electric Vehicle » (« véhicule électrique innovant de Mitsubishi »).
La Mitsubishi i MiEV fonctionne grâce à des batteries lithium-ion de 16 kWh, alimentant un moteur électrique de 47 kW. Son autonomie annoncée est de 140 km et elle peut atteindre une vitesse maximale de 130 km/h.
Ce véhicule a été testé en grandeur réelle au Japon, où dix voitures ont été confiées à Tokyo Electric Power Company (TEPCO) à cet effet, jusqu'en mars 2009. Le véhicule a été lancé commercialement au Japon en juillet 2009, et est disponible en France depuis la fin 2010.
Le 23 novembre 2010, Mitsubishi annonce avoir fabriqué 5 000 i-MiEV dans son usine de Mizushima, où la production a commencé en juin 2009.
Le constructeur français PSA commercialise depuis fin 2010 un véhicule dérivé du i-MiEV sous les appellations Peugeot iOn et Citroën C-ZERO.

### Caractéristiques techniques
- Moteur synchrone à aimant permanent
- Puissance maximum : 64 ch
- Couple : 180 N m dès 0 tr/min
- Batterie : Lithium-ion
- Transmission : roues arrière, aucune boîte de vitesses (mono-réducteur, la vitesse de rotation du moteur est contrôlée par un variateur de vitesse électronique triphasé à IGBT)
- Poids : 1 195 kg
- Coffre : 166 dm3

### Performances[5]
- Vitesse Maximum : 128 km/h
- Accélérations 0 à 100 km/h : 15,7 s
- 1 000 m départ arrêté : 37,8 s
- Reprise 80 à 120 km/h : 14,1 s
- Autonomie moyenne : 110 km
- Freinage 50 / 90 / 130 à 0 km/h : 12 / 36 / 72 m